# Novelita de verano
Novelita de verano (en alemán Sommernovellette) es una obra breve del escritor austriaco Stefan Zweig publicada en 1911. Por ser un relato muy corto suele editarse en tomos recopilatorios como Calidoscopio o Noche fantástica.

## Argumento
La historia versa en torno a un fingido romance entre una joven que está de vacaciones con su madre en un balneario italiano y un hombre misterioso que solo se revela a la joven a través de anónimas cartas. La realidad escondida desemboca en un final inesperado.